# Hikari Sentai Maskman (canção)
Hikari Sentai Maskman é um single de Hironobu Kageyama lançado pela Nippon Columbia em 1º de março de 1987. Foi composta para ser a música de abertura da série homônima, conhecida no Brasil como Defensores da Luz Maskman.

## Produção
As músicas foram compostas por Daisuke Inoue, que chegou a compor outras músicas para Kageyama, como "Baseball Tengoku". Ele também compôs as canções "Ai Senshi" e "Kaze ni Hitori de", do filme Kidou Senshi Gundam II: Ai Senshi-hen. Já a letra ficou com Masao Urino, que teve vários sucessos sob seu nome.
O single contém a abertura da série, "Hikari Sentai Maskman", e o encerramento, "Ai no Soldier". Como era de praxe na época, o cantor selecionado para uma série desse tipo fazia a abertura, o encerramento e várias outras dedicadas a personagens e até umas lançadas em álbuns que nunca tocaram na série de verdade. Kageyama acabou por gravar diversas músicas para Maskman, a maioria lançadas no álbum Hikari Sentai Maskman Hit Kyokushuu.
O single foi relançado em CD em 22 de março de 2006, nos relançamentos de vários singles devido às comemorações de 30 anos de séries Super Sentai. Na ocasião, as duas faixas foram acrescidas de suas versões instrumentais. Apenas 5000 cópias foram lançadas.

## Legado
As duas canções marcaram a carreira de Kageyama, sendo presença constante em shows e coletâneas do cantor. Elas podem ser encontradas nos álbuns Stardust Boys; Hironobu Kageyama 20th Anniversary Eternity; BEST & LIVE; e Kage chan Pack ~Kimi to Boku no Daikoushin~.

## Faixas
| Lado A         |                         |                |                |                |         |  |
| N.º            | Título                  | Letras         | Música         | Arranjo        | Duração |  |
| 1.             | "Hikari Sentai Maskman" | Masao Urino    | Daisuke Inoue  | Daito Fujita   | 3:27    |  |
| Duração total: | Duração total:          | Duração total: | Duração total: | Duração total: | 3:27    |  |

| Lado B         |                 |                |                |                |         |  |
| N.º            | Título          | Letras         | Música         | Arranjo        | Duração |  |
| 1.             | "Ai no Soldier" | M. Urino       | D. Inoue       | D. Fujita      | 3:24    |  |
| Duração total: | Duração total:  | Duração total: | Duração total: | Duração total: | 3:24    |  |